# Gröna Ören
Gröna Ören är en halvö i Åland (Finland). Den ligger i den östra delen av landskapet, 27 km nordost om huvudstaden Mariehamn.